# Haroldius sumatranus
Haroldius sumatranus är en skalbaggsart som beskrevs av Renaud Maurice Adrien Paulian och Scheuern 1994. Haroldius sumatranus ingår i släktet Haroldius och familjen bladhorningar. Inga underarter finns listade i Catalogue of Life.